# ديلفين نكانسا
ديلفين نكانسا (من مواليد 21 سبتمبر 2001) هي عداءة بلجيكية، بطلة وطنية بلجيكية في مسافة 200 متر في عام 2022 وبطلة أوروبا تحت 23 عامًا في عام 2023. تم اختيارها للمشاركة في بطولة أوروبا لألعاب القوى 2024 في روما. احتلت المركز الرابع في نصف نهائي بطولة أوروبا في روما في يونيو 2024، ولم تتأهل إلى النهائي. كانت أيضًا جزءًا من فريق التتابع البلجيكي 4 × 100 متر الذي تأهل للنهائي. حطمت مرة أخرى رقمها القياسي الشخصي في بطولة بلجيكا لألعاب القوى 2024 بزمن قدره 11.20 ثانية. بعد أن تأهلت لسباق 100 متر سيدات في دورة الألعاب الأولمبية الصيفية 2024 عبر التصنيف العالمي لألعاب القوى، تأهلت إلى الدور نصف النهائي احتلت المركز السابع. ركضت أيضًا في سباق التتابع 4 × 100 متر للسيدات، كما تأهل الفريق البلجيكي لدورة الألعاب الأولمبية الصيفية 2024، تم استبعاد الفريق في الجولة الأولى عندما قامت إليز ميهوس بتمرير العصا لها خارج منطقة الجري.